# Lista lotniskowców eskortowych United States Navy

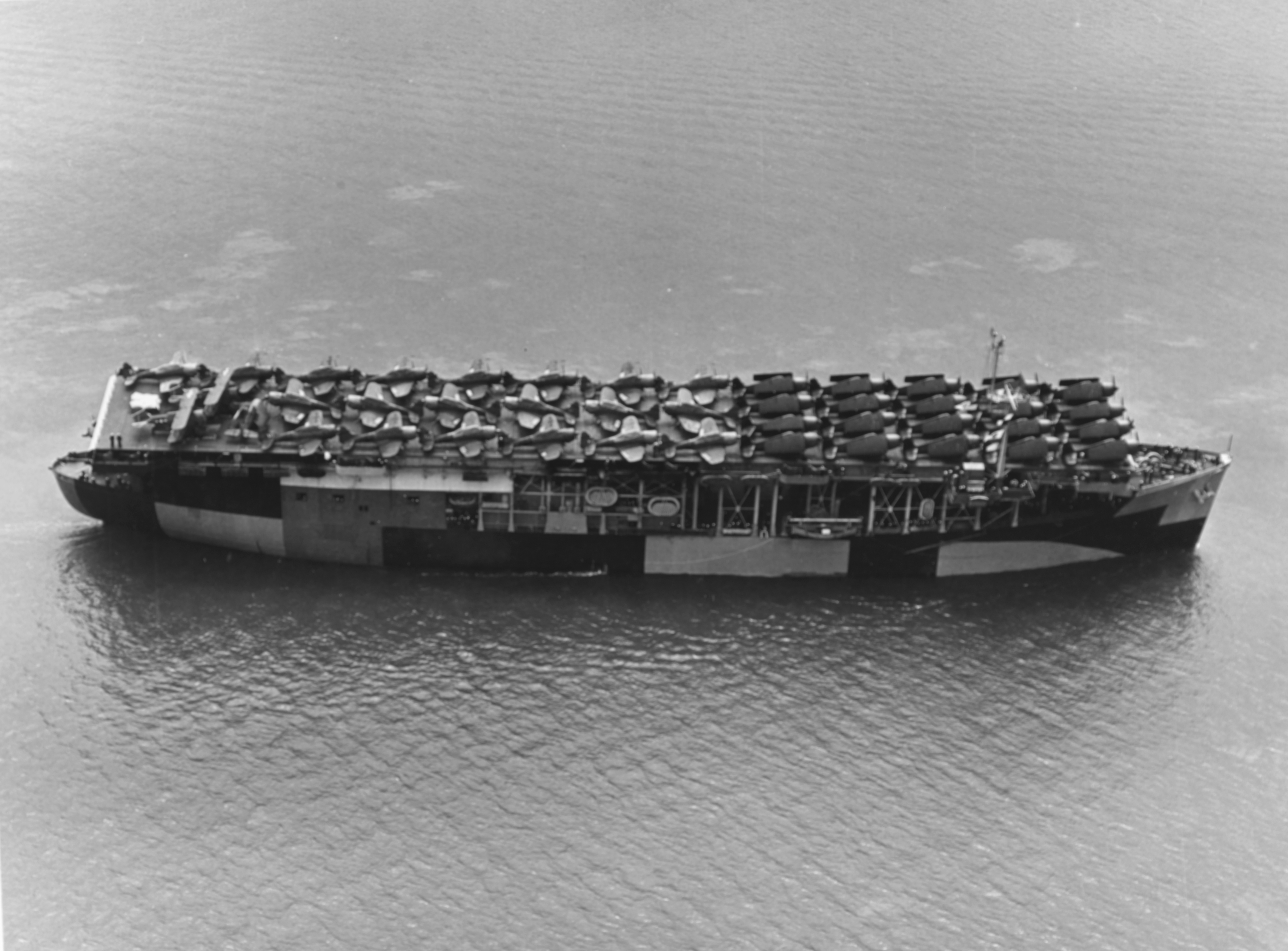
USS "Long Island" (CVE-1)

To lista lotniskowców eskortowych United States Navy. 
Wiele lotniskowców z niskimi numerami zostało przekazanych Royal Navy, gdzie otrzymały nowe nazwy. Na przykład "Breton" (CVE-10) został przemianowany na HMS "Chaser" (D32). Nowe nazwy są wspominane w każdym paragrafie indywidualnie.

## Według numeru kadłuba
- (CVE-1) „Long Island”
- AVG-2 do AVG-5 anulowane według niektórych źródeł
- AVG-1 na HMS „Archer” aka BAVG-1
- AVG-2 na HMS „Avenger” aka BAVG-2
- AVG-3 na HMS „Biter” (przekazany Marynarce Francurskiej, służył jako „Dixmude”) aka BAVG-3
- AVG-4 (BAVG-4 Charger przenumerowany na CVE-30)
- AVG-5 na HMS Dasher aka BAVG-5
- (CVE-6) „Altamaha” na HMS „Tracker”(inne języki)
- (CVE-7) „Barnes” na HMS Attacker
- (CVE-8) „Block Island” na HMS Hunter
- (CVE-9) „Bogue”
- (CVE-10) „Breton” na HMS Chaser(inne języki)
- (CVE-11) „Card”
- (CVE-12) „Copahee”
- (CVE-13) „Core”
- (CVE-14) „Croatan” na HMS Fencer(inne języki)
- (CVE-15) „Hamlin”  na HMS Stalker(inne języki)
- (CVE-16) „Nassau”
- (CVE-17) „St. George”(inne języki) na HMS Pursuer(inne języki)
- (CVE-18) „Altamaha”
- (CVE-19) „Prince William”(inne języki)
- (CVE-20) „Barnes”
- (CVE-21) „Block Island”
- CVE-22 nie nazwany (Lend-Lease)
- (CVE-23) „Breton”
- CVE-24 nie nazwany (Lend-Lease)
- (CVE-25) „Croatan”
- (CVE-26) „Sangamon”
- (CVE-27) „Suwannee”(inne języki)
- (CVE-28) „Chenango”
- (CVE-29) „Santee”(inne języki)
- (CVE-30) „Charger”
- (CVE-31) „Prince William”
- (CVE-32) „Chatham”
- (CVE-33) „Glacier”
- (CVE-34) „Pybus”
- (CVE-35) „Baffins”
- (CVE-36) „Bolinas”
- (CVE-37) „Bastian” (Lend-Lease)
- (CVE-38) „Carnegie”
- (CVE-39) „Cordova”
- (CVE-40) „Delgada”
- (CVE-41) „Edisto”
- (CVE-42) „Estero”
- (CVE-43) „Jamaica”
- (CVE-44) „Keweenaw”
- (CVE-45) „Prince”
- (CVE-46) „Niantic”
- (CVE-47) „Perdido”
- (CVE-48) „Sunset”
- (CVE-49) „St. Andrews”
- (CVE-50) „St. Joseph”
- (CVE-51) „St. Simon”
- (CVE-52) „Vermillion”
- (CVE-53) „Willapa”
- (CVE-54) „Winjah”
- (CVE-55) „Casablanca”
- (CVE-56) „Liscome Bay”
- (CVE-57) „Coral Sea/Anzio”
- (CVE-58) „Corregidor”
- (CVE-59) „Mission Bay”
- (CVE-60) „Guadalcanal”
- (CVE-61) „Manila Bay”
- (CVE-62) „Natoma Bay”
- (CVE-63) „Midway/St. Lo”
- (CVE-64) „Didrickson Bay/Tripoli”
- (CVE-65) „Wake Island”
- (CVE-66) „White Plains”
- (CVE-67) „Solomons”
- (CVE-68) „Kalinin Bay”
- (CVE-69) „Kasaan Bay”
- (CVE-70) „Fanshaw Bay”
- (CVE-71) „Kitkun Bay”
- (CVE-72) „Tulagi”
- (CVE-73) „Gambier Bay”
- (CVE-74) „Nehenta Bay”
- (CVE-75) „Hoggatt Bay”
- (CVE-76) „Kadashan Bay”
- (CVE-77) „Marcus Island”
- (CVE-78) „Savo Island”
- (CVE-79) „Ommaney Bay”
- (CVE-80) „Petrof Bay”
- (CVE-81) „Rudyerd Bay”
- (CVE-82) „Saginaw Bay”
- (CVE-83) „Sargent Bay”
- (CVE-84) „Shamrock Bay”
- (CVE-85) „Shipley Bay”
- (CVE-86) „Sitkoh Bay”
- (CVE-87) „Steamer Bay”
- (CVE-88) „Cape Esperance”
- (CVE-89) „Takanis Bay”
- (CVE-90) „Thetis Bay”
- (CVE-91) „Makassar Strait”
- (CVE-92) „Windham Bay”
- (CVE-93) „Makin Island”
- (CVE-94) „Lunga Point”
- (CVE-95) „Bismarck Sea”
- (CVE-96) „Salamaua”
- (CVE-97) „Hollandia”
- (CVE-98) „Kwajalein”
- (CVE-99) „Admiralty Islands”
- (CVE-100) „Bougainville”
- (CVE-101) „Matanikau”
- (CVE-102) „Attu”
- (CVE-103) „Roi”
- (CVE-104) „Munda”
- (CVE-105) „Commencement Bay”
- (CVE-106) „Block Island”
- (CVE-107) „Gilbert Islands”
- (CVE-108) „Kula Gulf”
- (CVE-109) „Cape Gloucester”
- (CVE-110) „Salerno Bay”
- (CVE-111) „Vella Gulf”
- (CVE-112) „Siboney”
- (CVE-113) „Puget Sound”
- (CVE-114) „Rendova”
- (CVE-115) „Bairoko”
- (CVE-116) „Badoeng Strait”
- (CVE-117) „Saidor”
- (CVE-118) „Sicily”
- (CVE-119) „Point Cruz”
- (CVE-120) „Mindoro”
- (CVE-121) „Rabaul”
- (CVE-122) „Palau”
- (CVE-123) „Tinian”
- CVE-124 „Bastogne” anulowany
- CVE-125 „Eniwetok” anulowany
- (CVE-126) „Lingayen”
- (CVE-127) „Okinawa”

## Według nazwy
- ”Admiralty Islands” (CVE-99)
- ”Altamaha” (CVE-18)
- ”Altamaha” (CVE-6)
- ”Attu” (CVE-102)
- ”Badoeng Strait” (CVE-116)
- ”Baffins” (CVE-35)
- ”Bairoko” (CVE-115)
- ”Barnes” (CVE-20)
- ”Barnes” (CVE-7)
- ”Bastian” (CVE-37) (Lend-Lease)
- „Bastogne” (CVE-124) anulowany
- ”Bismarck Sea” (CVE-95)
- ”Block Island” (CVE-106)
- ”Block Island” (CVE-21)
- ”Block Island” (CVE-8)(inne języki)
- ”Bogue” (CVE-9)
- ”Bolinas” (CVE-36)
- ”Bougainville” (CVE-100)
- ”Breton” (CVE-10)
- ”Breton” (CVE-23)
- ”Cape Esperance” (CVE-88)
- ”Cape Gloucester” (CVE-109)
- ”Card” (CVE-11)
- ”Carnegie” (CVE-38)
- ”Casablanca” (CVE-55)
- ”Charger” (CVE-30)
- ”Chatham” (CVE-32)
- ”Chenango” (CVE-28)
- ”Commencement Bay” (CVE-105)
- ”Copahee” (CVE-12)
- ”Coral Sea/Anzio” (CVE-57)
- ”Cordova” (CVE-39)
- ”Core” (CVE-13)
- ”Corregidor” (CVE-58)
- ”Croatan” (CVE-14)
- ”Croatan” (CVE-25)
- ”Delgada” (CVE-40)
- ”Didrickson Bay/Tripoli” (CVE-64)
- ”Edisto” (CVE-41)
- „Eniwetok” (CVE-125) anulowany
- ”Estero” (CVE-42)
- ”Fanshaw Bay” (CVE-70)
- ”Gambier Bay” (CVE-73)
- ”Gilbert Islands” (CVE-107)
- ”Glacier” (CVE-33)
- ”Guadalcanal” (CVE-60)
- ”Hamlin” (CVE-15)
- ”Hoggatt Bay” (CVE-75)
- ”Hollandia” (CVE-97)
- ”Jamaica” (CVE-43)
- ”Kadashan Bay” (CVE-76)
- ”Kalinin Bay” (CVE-68)
- ”Kasaan Bay” (CVE-69)
- ”Keweenaw” (CVE-44)
- ”Kitkun Bay” (CVE-71)
- ”Kula Gulf” (CVE-108)
- ”Kwajalein” (CVE-98)
- ”Lingayen” (CVE-126)
- ”Liscome Bay” (CVE-56)
- ”Long Island” (CVE-1)
- ”Lunga Point” (CVE-94)
- ”Makassar Strait” (CVE-91)
- ”Makin Island” (CVE-93)
- ”Manila Bay” (CVE-61)
- ”Marcus Island” (CVE-77)
- ”Matanikau” (CVE-101)
- ”Midway/St. Lo” (CVE-63)
- ”Mindoro” (CVE-120)
- ”Mission Bay” (CVE-59)
- ”Munda” (CVE-104)
- ”Nassau” (CVE-16)
- ”Natoma Bay” (CVE-62)
- ”Nehenta Bay” (CVE-74)
- ”Niantic” (CVE-46)
- ”Okinawa” (CVE-127)
- ”Ommaney Bay” (CVE-79)
- ”Palau” (CVE-122)
- ”Perdido” (CVE-47)
- ”Petrof Bay” (CVE-80)
- ”Point Cruz” (CVE-119)
- ”Prince” (CVE-45)
- „Prince William” (CVE-19)(inne języki)
- ”Prince William” (CVE-31)
- ”Puget Sound” (CVE-113)
- ”Pybus” (CVE-34)
- ”Rabaul” (CVE-121)
- ”Rendova” (CVE-114)
- ”Roi” (CVE-103)
- ”Rudyerd Bay” (CVE-81)
- ”Saginaw Bay” (CVE-82)
- ”Saidor” (CVE-117)
- ”Salamaua” (CVE-96)
- ”Salerno Bay” (CVE-110)
- ”Sangamon” (CVE-26)
- ”Santee” (CVE-29)
- ”Sargent Bay” (CVE-83)
- ”Savo Island” (CVE-78)
- ”Shamrock Bay” (CVE-84)
- ”Shipley Bay” (CVE-85)
- ”Siboney” (CVE-112)
- ”Sicily” (CVE-118)
- ”Sitkoh Bay” (CVE-86)
- ”Solomons” (CVE-67)
- ”St. Andrews” (CVE-49)
- ”St. George” (CVE-17)
- ”St. Joseph” (CVE-50)
- ”St. Simon” (CVE-51)
- ”Steamer Bay” (CVE-87)
- ”Sunset” (CVE-48)
- ”Suwannee” (CVE-27)
- ”Takanis Bay” (CVE-89)
- ”Thetis Bay” (CVE-90)
- ”Tinian” (CVE-123)
- ”Tulagi” (CVE-72)
- ”Vella Gulf” (CVE-111)
- ”Vermillion” (CVE-52)
- ”Wake Island” (CVE-65)
- ”White Plains” (CVE-66)
- ”Willapa” (CVE-53)
- ”Windham Bay” (CVE-92)
- ”Winjah” (CVE-54)
- AVG-2 do AVG-5 anulowane według niektórych źródeł
- BAVG-1 jak HMS Archer (D78)
- CVE-22 nie nazwany (Lend-Lease) HMS Searcher
- CVE-24 nie nazwany (Lend-Lease) HMS Ravager